# Бошкович, Тони
Антон «Тони» Бошкович (англ. Anton "Tony" Boskovic; 27 января 1933, Блато, Королевство Югославия — 16 июня 2022, Новый Южный Уэльс, Австралия) — австралийский футбольный судья хорватского происхождения.
Родился в хорватском Блато, на то время входившем в состав единой Югославии, 27 января 1933 года. Эмигрировал в Австралию из бывшей Югославии в 1955 году, проживал в Новом Южном Уэльсе.
Судил 13 подряд гранд-финалов лиги штата Новый Южный Уэльс, был постоянным арбитром Национальной футбольной лиги с момента её создания в 1977 году и до выхода на пенсию в 1983 году. Дважды, в 1979 и 1982 годах, признавался Национальной футбольной лигой «Рефери года».
Первый австралиец, судивший финальный турнир чемпионата мира по футболу. Как рефери работал на двух чемпионатах мира, обслужив по одной игре на турнирах 1974 и 1982 годов. За свои заслуги в спорте в 1999 году был введён в Зал славы Федерации футбола Австралии.
В 1982 году правительство Австралии пригласило Бошковича присоединиться к независимой группе по рассмотрению миграции.
Скончался 16 июня 2022 года на 90-м году жизни.